# مستر أولمبيا 1973
بطولة مستر أولمبيا 1973 هي النسخة التاسعة من بطولة مستر أولمبيا للمحترفين بكمال الأجسام، أقيمت نهائياتها في 29 سبتمبر 1973، بمدينة نيويورك الأمريكية.

## نظرة عامة
فاز بالمنافسة هذا العام النمساوي أرنولد شوارزنيجر.

## النتائج الكاملة
| المركز | الاسم            | الدولة  |
| ------ | ---------------- | ------- |
| 1      | أرنولد شوارزنيجر | النمسا  |
| 2      | فرانكو كولومبو   | إيطاليا |
| 3      | سيرج نوبريه      | فرنسا   |

 = يحمل لقب مستر أولمبيا من سنوات سابقة.